# 五層樓 (香港)

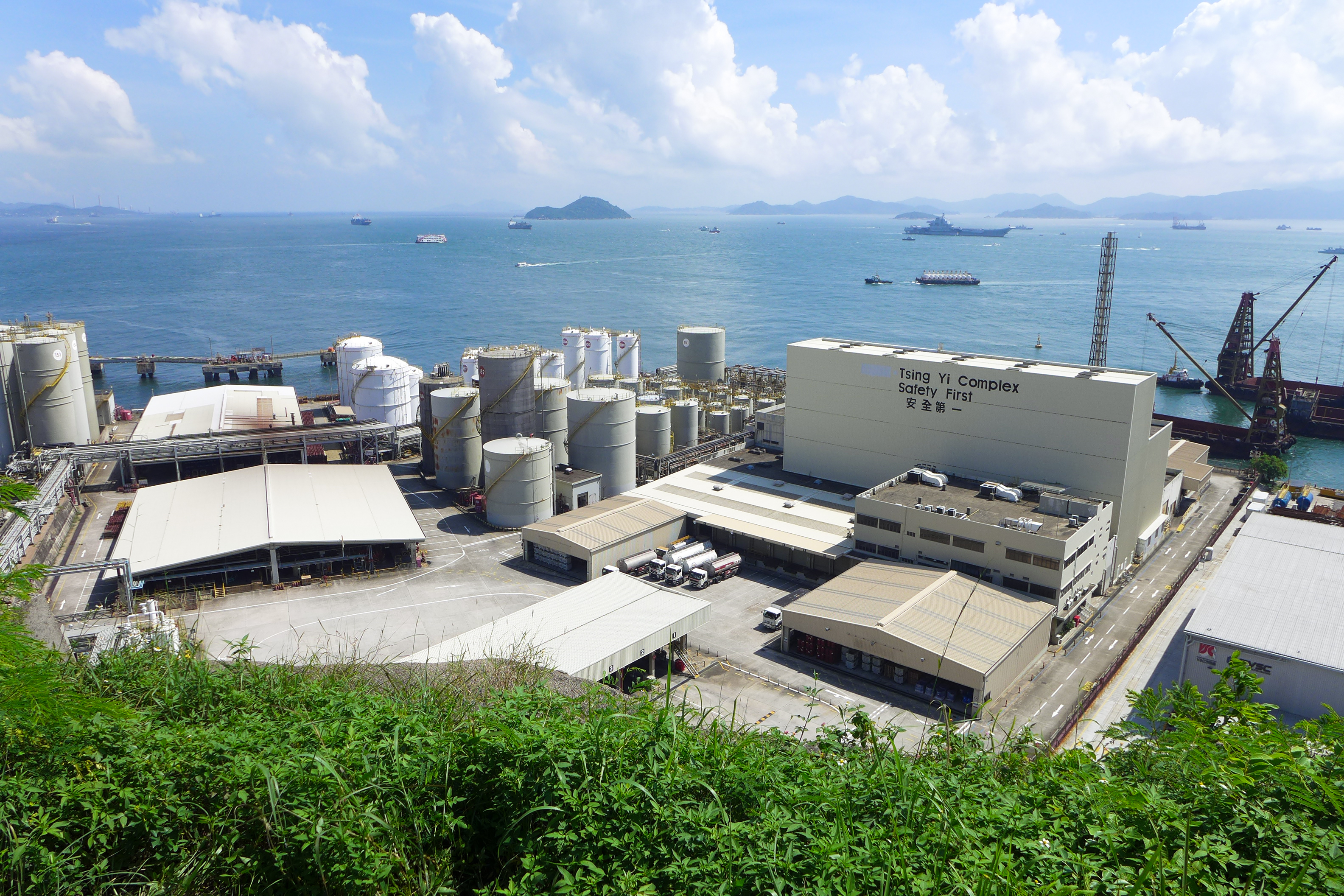
五層樓目前為埃克森美孚儲存庫的所在地

五層樓是香港一個昔日海角，位於新界青衣島東南部，南環的西面，目前為美孚石油儲存庫的所在地。五層樓曾設有礦場，現已關閉。